# Gagliano Castelferrato
Gagliano Castelferrato település Olaszországban, Szicília régióban, Enna megyében. Lakosainak száma 3266 fő (2023. január 1.). Gagliano Castelferrato Cerami, Nicosia, Nissoria, Troina, Agira és Regalbuto községekkel határos.

## Népesség
A település lakossága az elmúlt években az alábbi módon változott:
| Lakosok száma | 3554 | 3532 | 3266 |
|               | 2017 | 2018 | 2023 |